# Ilex liukiuensis
Ilex liukiuensis är en järneksväxtart som beskrevs av Ludwig Eduard Loesener. Ilex liukiuensis ingår i släktet järnekar, och familjen järneksväxter. Inga underarter finns listade i Catalogue of Life.